# 프랭클린 D. 루스벨트 정부의 첫 100일

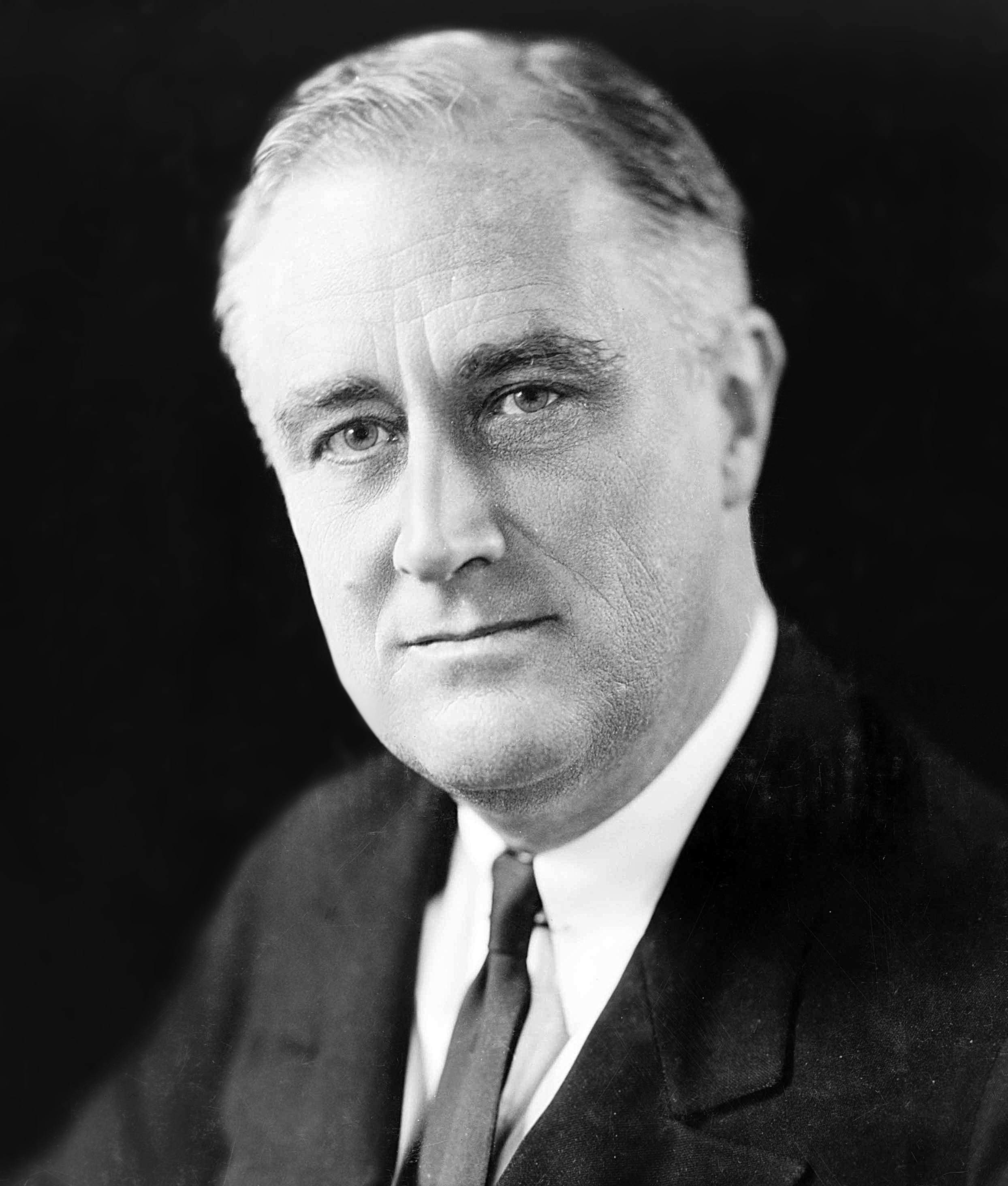
1933년의 프랭클린 D. 루스벨트

프랭클린 D. 루스벨트의 첫 100일은 프랭클린 D. 루스벨트가 제32대 미국 대통령으로 취임한 1933년 3월 4일에 시작되었다. 그는 취임 연설에서 "나는 곤경에 처한 세상 속의 곤경에 처한 국가가 필요로 할 조치들을 헌법상의 의무에 따라 권고할 준비가 되어 있다"고 선언하며 국가가 직면한 문제들을 전례 없는 속도로 해결하려는 의지를 표명했다. 그의 대통령직 초기에 루스벨트의 구체적인 우선순위는 미국인들을 다시 일하게 하고, 그들의 저축을 보호하며 번영을 창출하고, 병들고 노약자들에게 구호를 제공하며, 산업과 농업을 다시 일으키는 것이었다.
그는 즉시 미국 의회를 3개월(거의 100일) 간의 특별 회기로 소집했으며, 이 기간 동안 대공황의 영향을 상쇄하기 위해 고안된 15개의 주요 법안을 제출하고 신속하게 통과시킬 수 있었다. 루스벨트 대통령의 독려에 따라, 의회는 그의 첫 100일 동안 77개의 법률을 통과시켰는데, 이 중 많은 법률이 다양한 공공사업 프로젝트를 통해 미국의 경제를 부활시키는 데 초점을 맞추었다. 루스벨트의 세 번의 임기(그리고 네 번째 임기의 거의 세 달) 이후, 다른 많은 대통령들도 첫 100일 동안 중요한 결정을 내렸다. 루스벨트는 첫 100일 동안 99개의 행정명령에 서명했다.
그의 대통령직 100일째는 1933년 6월 12일이었다. 1933년 7월 25일, 루스벨트는 라디오 연설에서 "첫 100일"이라는 용어를 만들었다. 돌이켜보며 그는 "우리는 모두 뉴딜 정책의 바퀴를 돌리기 위해 헌신했던 100일간의 혼잡한 사건들을 정신적 그림으로 검토하고 동화시키기 위한 조용한 사색의 기회를 원했다"고 시작했다. 그 이후로 대통령 임기의 첫 100일은 상징적인 의미를 띠게 되었고, 이 기간은 대통령의 초기 성공을 측정하는 벤치마크로 간주된다.

## 배경
프랭클린 D. 루스벨트는 대통령 임기 첫 주를 한 달간 이어진 은행 폐쇄 사태를 다루는 데 보냈는데, 이 사태는 전국적으로 가정을 파탄내고 있었다.:78 그는 1933년 3월 6일 미국의 전체 은행 시스템을 폐쇄했다. 3월 9일, 의회는 긴급 은행법을 통과시켰는데, 루스벨트는 이를 통해 은행 재개 시 효과적으로 연방 예금보험을 만들었다. 그 일요일 밤 동부 표준시 오후 10시, 은행 휴업이 끝나기 전날 밤, 루스벨트는 6천만 명 이상의 라디오 청취자들에게 "지난 며칠 동안 무엇이 이루어졌고, 왜 이루어졌으며, 다음 단계는 무엇이 될지"를 명확한 언어로 설명했다.:78–79 이것은 나중에 노변정담이라고 불리게 된 30번의 저녁 라디오 연설 중 첫 번째였다.
경제사학자 윌리엄 L. 실버에 따르면, 그 결과는 "대중의 신뢰에서 놀라운 반전"이었다... 동시대 언론은 대중이 묵시적 보증을 인식했고, 그 결과 대통령이 첫 노변정담에서 설명했듯이 재개된 은행들이 안전할 것이라고 믿었음을 확인한다." 2주 이내에 사람들은 그들이 비축했던 현금의 절반 이상을 돌려주었고, 은행 휴업 후 첫 주식 거래일은 사상 최대의 하루 퍼센트 가격 상승을 기록했다.

## 입법
루스벨트의 주요 목표는 고용을 늘리는 것이었지만, 그는 또한 빈곤층을 위한 지원 시스템의 필요성을 인식했다. 1933년에 시작된 연방 비상 구호국은 빈곤층의 긴급한 필요를 해결했다. 이 기관은 구호 식당, 담요, 고용 계획 및 보육 학교에 5억 달러라는 엄청난 금액을 지출했다. 연방 비상 구호국은 1935년에 폐지되었고, 그 업무는 완전히 새로운 두 연방 기관인 공공사업진흥국과 사회보장국에 의해 인수되었다. 연방 비상 구호국은 건설, 전문가를 위한 프로젝트(예: 작가, 예술가, 배우, 음악가), 소비재 생산 등 광범위한 프로젝트에 관여했다. 그들은 또한 빈곤층에게 식량을 제공하고, 노동자들을 교육하며, 여성들에게 거의 50만 개의 일자리를 제공하는 데 중점을 두었다.
100일 동안 의회를 통과한 15개의 획기적인 법안은 다음과 같다.
- 긴급 은행법 (1933년 3월 9일)
- 컬렌-해리슨 법 (3월 16일), 볼스테드 법 수정
- 경제법 (3월 20일)
- 민간 보존단 (3월 31일)
- 연방 비상 구호법 (5월 12일)
- 농업조정법 (5월 12일)
- 긴급 농업 모기지법 (5월 12일)
- 테네시강 유역 개발 공사 (5월 18일)
- 증권법 (5월 27일)
- 공공 및 사적 계약에서의 금본위제 폐지 (6월 5일)
- 주택 소유자 재융자법 (6월 13일)
- 글래스-스티걸 법 (6월 15일)
- 농업 신용법 (6월 15일)
- 긴급 철도 운송법 (6월 15일)
- 국가산업부흥법 (6월 16일)

### 민간 보존단 (CCC)
1933년 3월 9일, 루스벨트는 일부 고위 직원들에게 여름까지 실업자들을 보존 프로젝트에 투입하도록 지시했다. 3월 21일, 그는 6월까지 25만 명을 고용할 것을 요구하는 제안을 의회에 제출했다. 이 제안은 3월 31일 곧바로 법으로 통과되어 대통령에게 긴급 보존 사업(ECW) 프로그램을 설립할 권한을 부여했다. ECW는 1937년 인기 있는 이름인 CCC가 공식화될 때까지 이 프로그램의 공식 명칭이었다. 다른 100일 프로그램들보다, CCC는 루스벨트가 가장 좋아했던 창조물로, 종종 그의 "애완동물"이라고 불렸다. 민간 보존단은 실업자들이 나무 심기, 토양 침식 방지, 산불 진압과 같은 보존 프로젝트에서 6개월 동안 일할 수 있도록 했다. 노동자들은 전국에 걸쳐 군대식 캠프에서 생활하며 한 달에 30달러를 벌었다. 1942년 프로그램이 종료될 때까지 CCC는 250만 명을 고용했다.

### 농업 조정국 (AAA)
1933년 5월, 농촌 경제 위기에 대응하여 농작물 가격을 인상하기 위해 농업 조정국이 설립되었다. 이 기관은 농업 생산량을 줄이기 위한 할당량을 설정함으로써 하락하는 가격을 통제하는 데 도움을 주었다. 가격 조정 외에도 이 법은 농부들이 농업 방식을 현대화하고 혁신적인 농업 방법을 구현하는 데 도움을 주었다. 극단적인 경우, 이 기관은 농부들의 모기지를 돕고 경작 면적 감소 계약에 서명하기로 동의하는 농부들에게 직접 지불을 제공했다.

### 국가 산업 부흥법 (NIRA)
국가 산업 부흥법(NIRA)은 루스벨트의 105일째인 1933년 6월 16일에 서명되었다. 이 법은 대공황으로 인한 심각한 디플레이션에서 경제를 재건하려는 시도였다. 이 법은 두 부분으로 구성되었는데, 첫 번째 부분은 산업 회복을 촉진하고 국가 회복국 (NRA)을 설립했으며, 두 번째 부분은 공공 사업 관리국 (PWA)을 설립했다. PWA는 주를 위한 도로 및 교량과 같은 사회 기반 시설을 건설하기 위해 정부 자금을 사용했다. 이러한 건설 수요는 새로운 일자리를 창출하여 루스벨트의 주요 우선순위를 달성했다. 국가 산업 부흥법은 또한 근로 조건을 개선하고 아동 노동을 금지했다. 임금이 인상되어 노동자들이 더 많이 벌고 더 많이 쓸 수 있게 되었다.

### 테네시강 유역 개발 공사 (TVA)
테네시강 유역 개발 공사(TVA)는 테네시강에 댐을 건설하기 위해 설립되었다. 이 댐들은 지역의 농업을 활성화하고 수력 발전을 생산하며 홍수와 산림 벌채를 방지하도록 설계되었다. 수력 전력은 인근 주택에 전기를 공급하는 데 효과적으로 사용되었다. TVA는 연방 정부가 전력 판매 사업에서 사기업과 경쟁한 최초의 사례였다.

## 뉴딜 정책에 대한 평가

### 비판
FDR의 뉴딜 정책은 양쪽 진영 모두에서 상당한 반대에 직면했다. 민주당 개혁론자들은 뉴딜 정책이 충분히 나아가지 못했다고 느꼈고, 공화당원들은 FDR이 자신의 권한을 넘어서고 있다고 생각했다. 루스벨트의 가장 큰 좌파 비판자는 그의 가장 큰 정치적 라이벌이기도 했다. 루이지애나 주지사 휴이 롱은 뉴딜 정책이 충분히 나아가지 못했다고 주장했다. 롱은 자신의 대통령 출마를 위해 주 내에서 광범위한 사회 프로그램과 인프라 투자를 추진했으며, FDR이 전국적으로도 그렇게 하기를 원했다. 일부 민주당원들은 뉴딜 정책 때문에 FDR에게 등을 돌렸지만, 가장 강력한 반대는 공화당과 기업 부문에서 나왔다. 가장 흔한 불만은 입법 패키지가 너무 많은 비용이 들고 정부의 권한을 넘어선다는 것이었다.

## 같이 보기
- 대수축

### 추가 문헌
- Alter, Jonathan (2007년 5월 8일). 《The Defining Moment: FDR's Hundred Days and the Triumph of Hope》. Simon and Schuster. ISBN 978-0-7432-4601-9.
- Brinkley, Alan (1983). 《Voices of Protest: Huey Long, Father Coughlin, & the Great Depression》 1판. New York, NY: Vintage Books. ISBN 978-0-394-71628-2.
- Foner, Eric (2014). 《Give Me Liberty: An American History》 4판. New York, NY: W. W. Norton & Company, Inc. 815–816쪽. ISBN 978-0-393-92029-1.
- Golay, Michael (2016). 《America 1933: The Great Depression, Lorena Hickok, Eleanor Roosevelt, and the Shaping of the New Deal》. New York, NY: Simon & Schuster, Inc. ISBN 978-1-439-19602-1.
- Smith, Jean Edward (2010). 《FDR》. Random House. 305–332쪽.